# Sophie des Pays-Bas
 (mai 2019).
Si vous disposez d'ouvrages ou d'articles de référence ou si vous connaissez des sites web de qualité traitant du thème abordé ici, merci de compléter l'article en donnant les références utiles à sa vérifiabilité et en les liant à la section « Notes et références ».
Titre
Grande-duchesse de Saxe-Weimar-Eisenach
8 juillet 1853 – 23 mars 1897
(43 ans, 8 mois et 15 jours)
Sophie d'Orange-Nassau, princesse des Pays-Bas, est née le 8 avril 1824 à La Haye et morte le 23 mars 1897 à Weimar.

## Biographie

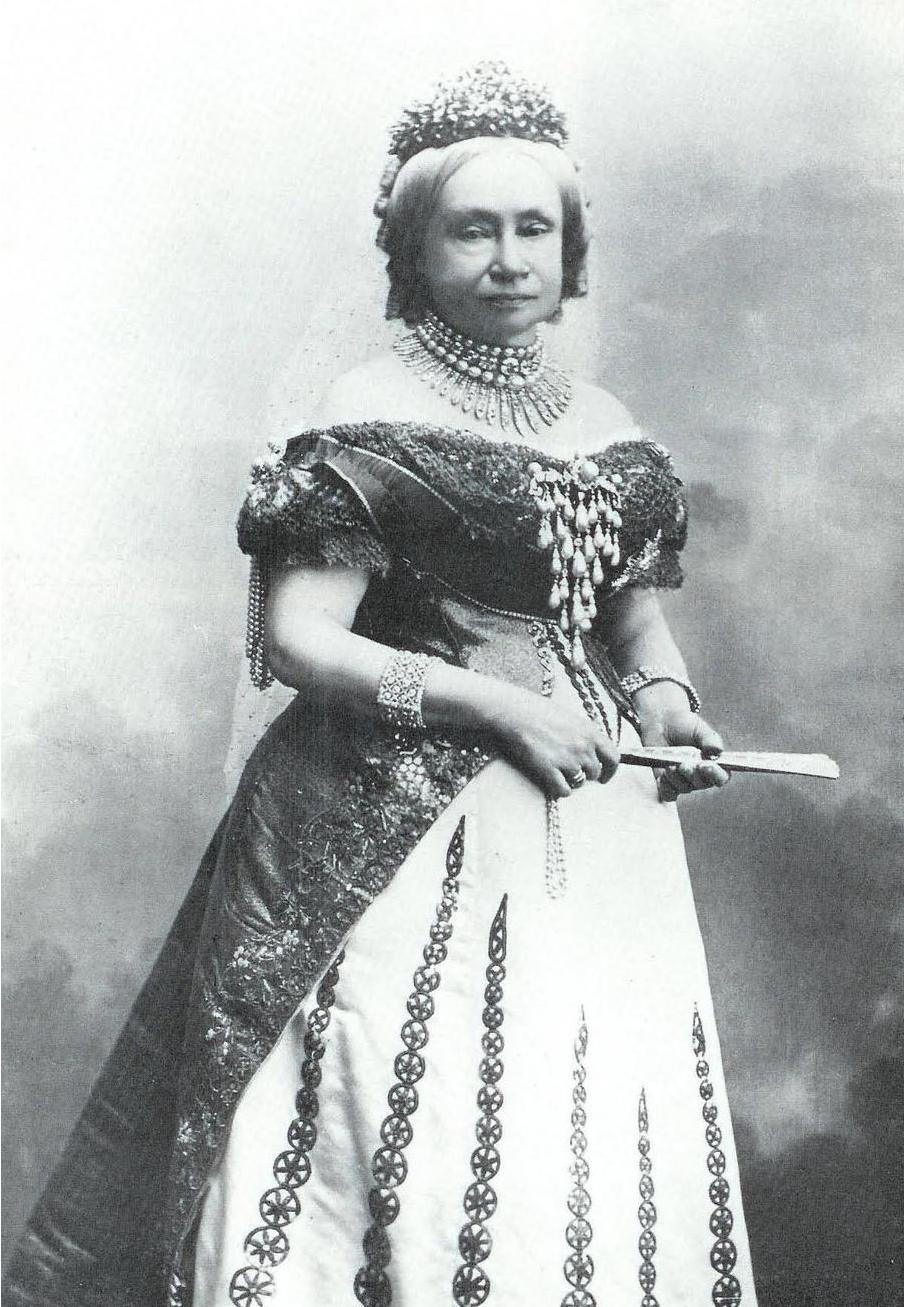
La grande-duchesse Sophie de Saxe-Weimar-Eisenach.

Né le 8 avril 1824, fille de Guillaume II des Pays-Bas et d'Anna Pavlovna de Russie, Sophie fut très proche de sa nièce la reine Wilhelmine des Pays-Bas dont elle était le seul parent en ligne paternelle encore vivant à son avènement.
Le 8 octobre 1842, Sophie d'Orange-Nassau épousa son cousin utérin Charles-Alexandre, grand-duc de Saxe-Weimar, dont la sœur Augusta de Saxe-Weimar-Eisenach sera la première impératrice allemande.

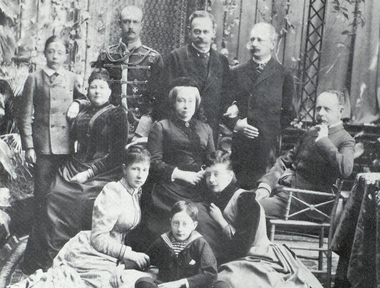
La grande-duchesse Sophie au sein de sa famille.

Quatre enfants sont nés de cette union :
- Charles-Auguste (1844-1894), grand-duc héritier de Saxe-Weimar-Eisenach épousa en 1873 Pauline de Saxe-Weimar-Eisenach (1852-1908),
- Marie Alexandrine (1849-1922), en 1876, elle épousa Henri VIII, prince Reuss-Köstritz,
- Anne Sophie (1851-1859),
- Élisabeth (1854-1908), en 1886, elle épousa Jean-Albert de Mecklembourg-Schwerin (1857-1920), fils de Frédéric-François II de Mecklembourg-Schwerin et régent en Mecklembourg-Schwerin de 1897 à 1901 et en Brunswick de 1906 à 1913, président de la Compagnie pour l'Afrique occidentale allemande.

Elle a pour secrétaire à partir de 1873 le jeune peintre Philippe Zilcken.

## Distinctions
- 21 septembre 1873 : dame grand-croix de l'ordre de Sainte-Catherine
- Dame de l'ordre de Louise